# Ritratto di Beatrice Hastings
Ritratto di Béatrice Hastings è un dipinto a olio su tela (43 x 35 cm) realizzato nel 1915 dal pittore italiano Amedeo Modigliani. È conservato presso il Museo del Novecento di Milano nella sala Avanguardie Internazionali, dopo aver fatto parte della Collezione Jucker.
Il dipinto ritrae la scrittrice e giornalista inglese Beatrice Hastings, alla quale l'artista rimase legato sentimentalmente per due anni.

## Il ritorno alla pittura
Questo dipinto rappresenta il ritorno dell'artista alla pittura, dopo un periodo dedicato alla scultura e rappresenta già uno stile tipicamente originale di Modigliani.
(Beatrice Buscaroli)